# Manassas (gruppo musicale)
I Manassas furono un supergruppo country rock statunitense attivo dal 1972 al 1974, formatosi a Los Angeles, che prende il nome dall'omonima città, Manassas, in Virginia.
Era composto da Stephen Stills (ex Buffalo Springfield e Crosby, Stills, Nash and Young), Chris Hillman e Al Perkins (ex Flying Burrito Brothers, Paul Harris (ex King Harvest),  Calvin Samuel, Dallas Taylor (Crosby, Stills, Nash and Young).

## Storia
I Manassas si formarono nell'autunno del 1971, dopo il tour di concerti di Stills per promuovere il suo album, Stephen Stills 2, che all'epoca non fu   ben accolto dalla critica.
Stills decise così di contattare Chris Hillman, chiedendogli, Al Perkins e al flautista e organista Paul Harris, di unirsi a lui a Miami ai Criteria Studios per suonare. Stills ha anche invitato diversi membri della sua band itinerante (ci fu una collaborazione con Joe Lala) a suonare alla sessione. In seguito al mancato successo, la band decise di sciogliersi nel 1974.

## Lascito artistico
Howard Albert, ingegnere dei Criteria Studios, ha affermato: "I Manassas sono stati una delle band più grandi e sottovalutate degli anni Settanta. Quel doppio album, insieme a Layla and Other Assorted Love Songs dei Derek and the Dominos è l'album più importante nel quale ho lavorato."

## Formazione

### Ultima
- Stephen Stills - voce, tastiera, chitarra, armonica a bocca, basso (1971-1974)
- Chris Hillman - chitarra (1971-1974)
- Al Perkins - chitarra (1971-1974)
- Calvin Samuel - basso (1971-1974)
- Jim Gordon - batteria (1973-1974; morto nel 2023)

### Altri ex membri
- Dallas Taylor - batteria (1971-1973; morto nel 2015)
- Earl Ball - tastiera (1971-1972)
- Paul Harris - tastiera, flauto (1972-1974; morto nel 2023)
- Joe Lala - percussioni (1972-1973, morto nel 2014)

## Discografia

### Album in studio
- 1972 - Manassas
- 1973 - Down the Road
- 2009 - Pieces

### Live
- 1992 - Manassas Live in Amsterdam 1972